# ニッサン島
ニッサン島（英語: Nissan Island）は太平洋南西部のグリーン諸島最大の島。グリーン島とも呼ばれる。パプアニューギニアのブーゲンビル州に属している。ニューブリテン島のラバウルから東に200kmの位置にあり、ブーゲンビル北西200kmの位置にある。ニッサン島は環礁の一部から出来た島で、同じ環礁内にシロッコ島とバラハン島が存在している。
第2次世界大戦中、ソロモン諸島の戦いにおいて、ラバウルを固守する日本軍を孤立させるために1944年2月15日にニュージーランド第3師団が上陸した。この戦闘はグリーン諸島の戦いとして知られており、占領後直ちに2本の滑走路が建設された。この基地の補給将校であったリチャード・ニクソンは先住民にも広く記憶されている。近くの別の島にはPTボート基地も存在した。これらの時期、最大17000人の連合軍が滞在したとされている。先住民の多くは7-9ヶ月間ガダルカナルに移動させられた。その後日本への前線が進むにつれこの島の重要性は無くなり必要性は失われた。